# Juan Escobar
Juan Marcelo Escobar Chena, noto semplicemente come Juan Escobar (Luque, 3 luglio 1995), è un calciatore paraguaiano, difensore del Godoy Cruz.

## Caratteristiche tecniche
È un difensore centrale.

## Carriera

### Nazionale
È stato convocato dalla nazionale paraguaiana per disputare la Copa América 2019.